# Olivier Razac
Olivier Razac (* 1973) ist ein französischer Philosoph, der sich an den Lehren von Michel Foucault orientiert.
Olivier Razac studierte und lehrt an der Université Paris 8 Vincennes Saint-Denis. Er forscht und publiziert zur Genealogie der Biomacht und Biopolitik und interessiert sich insbesondere für die Mechanismen von Integration und Ausschluss. Sein Buch Politische Geschichte des Stacheldrahts befasst sich mit den sozialen Ein- und Ausgrenzungen, die historisch durch den Stacheldraht vorgenommen wurden; es ist ins Englische und ins Deutsche übersetzt und unter anderem in der Süddeutschen Zeitung rezensiert worden. Razac promovierte 2004 bei Alain Brossat mit einer Arbeit über die „große Gesundheit“ (grande santé) bei Friedrich Nietzsche und Gilles Deleuze.

## Buchveröffentlichungen
- Histoire politique du barbelé: la prairie, la tranchée, le camp. Paris: La Fabrique éditions, 2000. ISBN 2-913372-06-6. Deutsche Übersetzung: Politische Geschichte des Stacheldrahts. Prärie, Schützengraben, Lager. Zürich/Berlin: diaphanes, 2003. ISBN 978-3-935300-31-5
- L’écran et le zoo: spectacle et domestication, des expositions coloniales à Loft Story. Paris: Denoël, 2002. ISBN 2-207-25170-5
- La grande santé. Paris: Climats, 2006. ISBN 2-08-213130-0
- Avec Foucault après Foucault: disséquer la société de contrôle. Paris: l’Harmattan, 2008. ISBN 978-2-296-05630-5